# Viktor Claesson
Viktor Claesson (Värnamo, Suecia, 2 de enero de 1992) es un futbolista sueco que juega en la posición de centrocampista en el F. C. Copenhague de la Superliga de Dinamarca.

## Selección nacional
Fue titular indiscutible en la selección de Suecia en la Copa Mundial de Fútbol de 2018 disputada en Rusia. Jugó los cinco partidos que disputó su selección, que quedó eliminada en los cuartos de final al caer derrotada por 2 a 0 frente a Inglaterra.

### Participaciones en Copas del Mundo
| Mundial      | Sede  | Resultado        | Partidos | Goles |
| ------------ | ----- | ---------------- | -------- | ----- |
| Mundial 2018 | Rusia | Cuartos de final | 5        | 0     |

## Clubes
| Club             | País      | Año       | Partidos | Goles |
| ---------------- | --------- | --------- | -------- | ----- |
| IFK Värnamo      | Suecia    | 2008-2011 | 71       | 29    |
| IF Elfsborg      | Suecia    | 2012-2016 | 178      | 45    |
| F. C. Krasnodar  | Rusia     | 2017-2022 | 147      | 43    |
| F. C. Copenhague | Dinamarca | 2022-     | 141      | 33    |

## Palmarés

### Títulos nacionales
| Título                 | Club             | País      | Año  |
| ---------------------- | ---------------- | --------- | ---- |
| Allsvenskan            | IF Elfsborg      | Suecia    | 2012 |
| Copa de Suecia         | IF Elfsborg      | Suecia    | 2014 |
| Superliga de Dinamarca | F. C. Copenhague | Dinamarca | 2022 |
| Copa de Dinamarca      | F. C. Copenhague | Dinamarca | 2023 |
| Superliga de Dinamarca | F. C. Copenhague | Dinamarca | 2023 |
| Superliga de Dinamarca | F. C. Copenhague | Dinamarca | 2025 |
| Copa de Dinamarca      | F. C. Copenhague | Dinamarca | 2025 |